# Candice Michelle
Candice Michelle Beckman Ehrlich (n. 30 septembrie 1978, Milwaukee, Wisconsin, SUA), mai bine cunoscută ca Candice Michelle, este o model, actriță și wrestler profesionist americană, mai bine cunoscută pentru timpul ei în World Wrestling Entertainment.
După ce a petrecut anii de modelare și actorie, Candice Michelle a fost angajată de WWE în 2004, după ce a participat la WWE Diva Search. În afara luptei, ea este considerată a fi un simbol al sexului și este cunoscută sub numele de Go Daddy Girl, care se desfășoară în reclamele anuale ale Super Bowl ale companiei. De asemenea, a reprezentat o acoperire și un pictorial nud în ediția din aprilie 2006 a Playboy. La Vengeance, în 2007, a învins-o pe Melina câștigând primul său Campionat de Femei WWE și a devenit prima fost concurentă al Diva Search în a câștiga un titlu WWE. A fost eliberată de contractul cu WWE pe 19 iunie 2009.